# Fabian Barbiero
Fabian Giuseppe Barbiero (Adelaide, 2 maggio 1984) è un calciatore australiano, centrocampista dei North Eastern MetroStars.

## Carriera

### Club
In carriera ha giocato complessivamente 86 partite nella prima divisione australiana, tutte con la maglia dell'Adelaide Utd.

### Nazionale
Nel 2009 ha giocato una partita con la nazionale australiana.